# Förberedelsekommittén för bildande av ett Demokratiskt Folkparti
Förberedelsekommittén för bildande av ett Demokratiskt Folkparti, nederländsk politisk rörelse bildad 1947 av medlemmar av det tidigare liberala partiet Frisinnade Demokratiska Förbundet. Kallades även Oud-kommittén efter sin ledare Pieter Oud.
Oud och hans anhängare hade hoppat av det nybildade Arbetarepartiet som man menade blivit alltför dominerat av socialister.
Kommittén upptog förhandlingar med Frihetspartiet och den 24 januari 1948 gick man samman och bildade Folkpartiet för Frihet och Demokrati.